# اللواء 35 مدرع (اليمن)
اللواء 35 مدرع هو لواء مدرع يمني يتبع للمنطقة العسكرية الرابعة. يتمركز اللواء حالياً في محافظة تعز، ويقع معسكر اللواء غرب مدينة تعز وينتشر من المدخل الغربي وحتى مدينة المخاء القريبة من مضيق باب المندب. وينتشر اللواء في ثلاث معسكرات رئيسية أكبرها معسكر خالد في تعز، ثم المطار القديم بتعز، ثم معسكر لبوزة في محافظة لحج.
عقب انتشار الحوثيين في تعز، انقسم اللواء إلى مؤيدين للحوثي وآخرين للرئيس عبد ربه منصور هادي، أما مركز القيادة «معسكر خالد» فأيد الحوثيين عن طريق قائده السابق العميد منصور محسن معيجر، وأصدر هادي قراراً بتعيين العميد عدنان محمد محمد الحمادي قائداً لبقية اللواء الذي أعلن ولائه للرئيس هادي.

## تاريخ
يعتبر أحد ألوية الفرقة الأولى مدرع سابقاً، وكان يعرف بـ «لواء المغاوير»، ونقل اللواء إلى محافظة أبين في تسعينيات القرن الماضي، ومن ثم نقل إلى محافظة الضالع، وفي 2012 نقل إلى محافظة تعز بديلاً عن اللواء 33 مدرع.

## القادة
| م | القائد                  | بداية        | نهاية        |
| - | ----------------------- | ------------ | ------------ |
| 1 | يوسف الشراجي            | -            | أكتوبر 2014  |
| 2 | منصور محسن معيجر        | أكتوبر 2014  | 2 أبريل 2015 |
| 3 | عدنان محمد محمد الحمادي | 2 أبريل 2015 | ديسمبر 2019  |

### تاريخ
أعلن ضباط وأفراد اللواء 35 مدرع في محافظة تعز تأييدهم للشرعية اليمنية المتمثلة بالرئيس هادي، وجاء ذلك بعد موافقة قائد اللواء منصور محسن معيجر على تسليم الحوثيون «موقع العروس للدفاع الجوي» الذي يتبع اللواء والذي يقع على رأس جبل صبر، وإرساله كتيبتين من اللواء لتعزيز المقاتلين الحوثيون وقوات صالح في المحافظات الجنوبية. ويقع معسكر اللواء غرب مدينة تعز وينتشر من المدخل الغربي وحتى مدينة المخاء القريبة من مضيق باب المندب. وفي 2 أبريل صدر قرار بتعيين العقيد الركن عدنان محمد محمد الحمادي قائداً للواء.
وفي 22 أبريل سقط اللواء بيد الحوثيون والحرس الجمهوري وبعد ساعات من سقوطه تم ضربه من قبل طيران التحالف.